# العلاقات الكرواتية الناميبية
العلاقات الكرواتية الناميبية هي العلاقات الثنائية التي تجمع بين كرواتيا وناميبيا.

## مقارنة بين البلدين
هذه مقارنة عامة ومرجعية للدولتين:
| وجه المقارنة                                              | كرواتيا                                                  | ناميبيا      |
| --------------------------------------------------------- | -------------------------------------------------------- | ------------ |
| المساحة (كم2)                                             | 56.59 ألف                                                | 825.62 ألف   |
| عدد السكان (نسمة)                                         | 4.11 مليون                                               | 2.53 مليون   |
| الكثافة السكانية (ن./كم²)                                 | 72.63                                                    | 3.06         |
| العاصمة                                                   | زغرب                                                     | ويندهوك      |
| اللغة الرسمية                                             | اللغة الكرواتية                                          | لغة إنجليزية |
| العملة                                                    | كونا كرواتية                                             | دولار ناميبي |
| الناتج المحلي الإجمالي (بليون دولار)                      | 54.85 مليار                                              | 13.24 مليار  |
| الناتج المحلي الإجمالي (تعادل القوة الشرائية) بليون دولار | 94.64 مليار                                              | 25.60 مليار  |
| الناتج المحلي الإجمالي الاسمي للفرد دولار أمريكي          | 11.54 ألف                                                | 4.67 ألف     |
| الناتج المحلي الإجمالي للفرد دولار أمريكي                 | 21.64 ألف                                                | 9.96 ألف     |
| مؤشر التنمية البشرية                                      | 0.818                                                    | 0.628        |
| رمز المكالمات الدولي                                      | +385                                                     | +264         |
| رمز الإنترنت                                              | .hr                                                      | .na          |
| المنطقة الزمنية                                           | توقيت وسط أوروبا، ت ع م+01:00، ت ع م+02:00، أوروبا/زغرب ‏ | ت ع م+02:00  |

## منظمات دولية مشتركة
يشترك البلدان في عضوية مجموعة من المنظمات الدولية، منها:
| علم المنظمة | اسم المنظمة                        | تاريخ انضمام كرواتيا | تاريخ انضمام ناميبيا |
| ----------- | ---------------------------------- | -------------------- | -------------------- |
|             | يونسكو                             | 1 يونيو 1992         | 2 نوفمبر 1978        |
|             | وكالة ضمان الاستثمار متعدد الأطراف | 19 مارس 1993         | 25 سبتمبر 1990       |
|             | الأمم المتحدة                      | 22 مايو 1992         | 23 أبريل 1990        |
|             | الاتحاد البريدي العالمي            | ?                    | ?                    |
|             | البنك الدولي للإنشاء والتعمير      | 25 فبراير 1993       | 25 سبتمبر 1990       |
|             | الاتحاد الدولي للاتصالات           | 3 يونيو 1992         | 25 يناير 1984        |
|             | منظمة حظر الأسلحة الكيميائية       | ?                    | ?                    |
|             | مؤسسة التمويل الدولية              | 25 فبراير 1993       | 25 سبتمبر 1990       |
|             | منظمة التجارة العالمية             | ?                    | ?                    |
|             | منظمة الشرطة الجنائية الدولية      | ?                    | ?                    |

## وصلات خارجية
- موقع وزارة الخارجية الكرواتية